# Serranía del Pinche
La serranía del Pinche est une chaîne montagneuse de Colombie composée de huit sommets. Le cerro Napí en est le point culminant.